# Adelaide (namn)
Adelaide (eller Adelaida) är ett franskt och engelskt kvinnonamn med ursprung i det tyska namnet Adelheid.
Den 31 december 2017 fanns det totalt 135 kvinnor folkbokförda i Sverige med namnet Adelaide, varav 29 bar det som tilltalsnamn. Motsvarande siffror för Adelaida var 45 respektive 26.
Namnsdag i Sverige: saknas

Namnsdag i Finland (finlandssvenska namnlängden): saknas

## Personer med namnet Adelaide

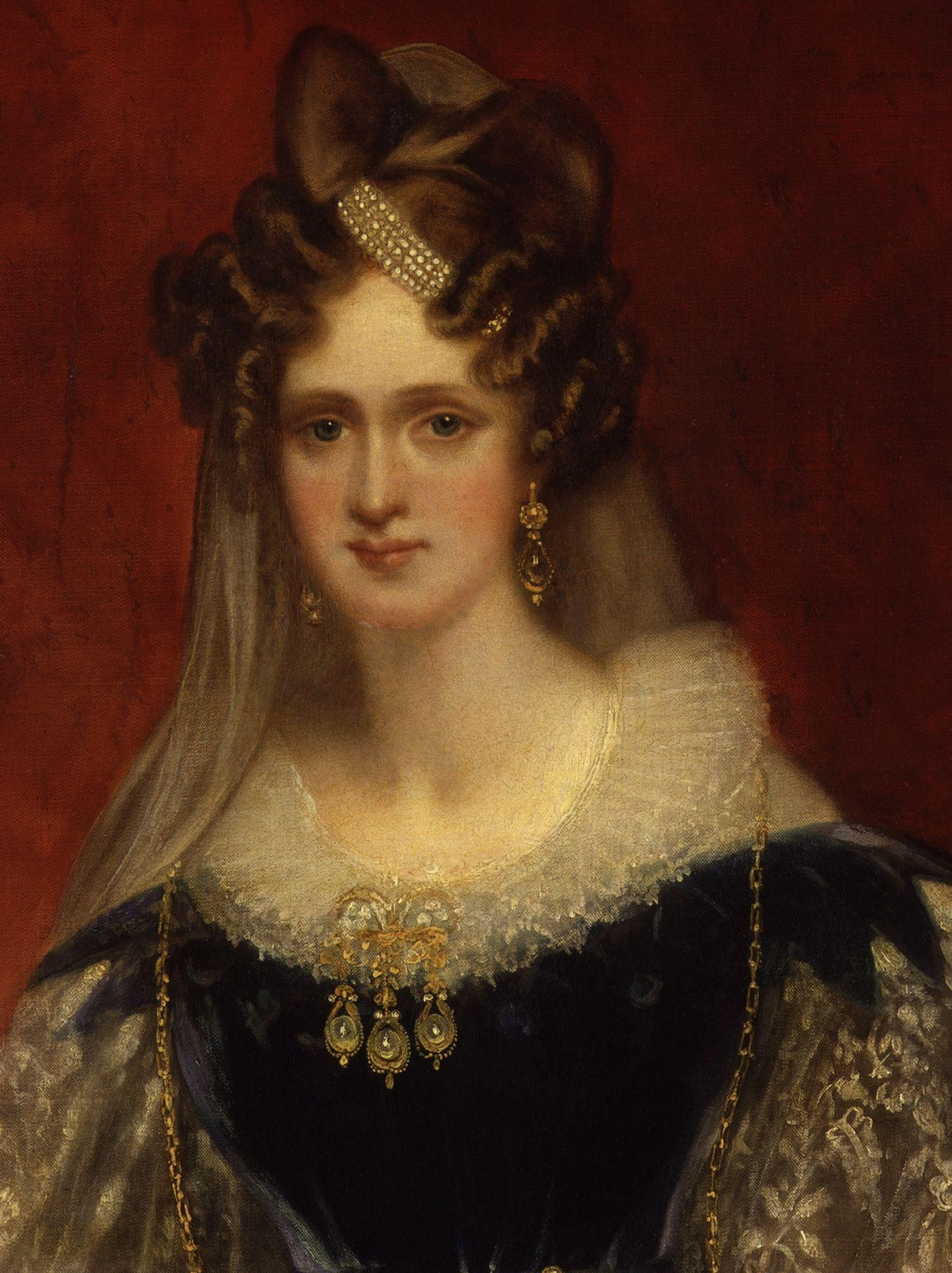
Drottning Adelaide av Sachsen-Meiningen, hustru till Vilhelm IV av Storbritannien.

- Adelaide, prinsessa av Frankerriket
- Adelaide av Anjou, fransk drottning, hustru till kung Ludvig V av Frankrike
- Adelaide av Bourbon-Orléans, fransk prinsessa och opinionsbildare
- Adélaïde av Frankrike, fransk prinsessa, dotter till kung Ludvig XV av Frankrike
- Adelaide av Paris, fransk drottning, hustru till kung Ludvig den stammande
- Adelaide av Rheinfelden, ungersk drottning, hustru till László I av Ungern
- Adelaide av Riedenburg, ungersk drottning, hustru till Stefan II av Ungern
- Adelaide av Sachsen-Meiningen, brittisk drottning, hustru till Vilhelm IV av Storbritannien
- Adelaide av Savojen, fransk drottning, hustru till Ludvig VI av Frankrike
- Adelaide av Susa, markisinna av Susa, Ivrea, Auriate, Aosta och Turin
- Adelaide av Ungern, hertiginna av Böhmen, hustru till Wratislav II av Böhmen
- Adelaide Arpad av Ungern, hertiginna av Böhmen, hustru till hertig Sobeslaus I av Böhmen
- Adelaide del Vasto, grevinna av Sicilien genom giftermål med greve Roger I av Sicilien och senare drottning av Jerusalem genom giftermål med kung Balduin I av Jerusalem
- Adelaide Borghi-Mamo, italiensk operasångerska
- Adelaïde Ehrnrooth,  finländsk författare och kvinnosakskämpe
- Adelaïde Leuhusen, svensk friherrinna, konstnär och sångerska
- Adelaide Ristori, italiensk skådespelare